# Mohammed Bassiri
Mohamed Saïd Ibrahim Bassir, dit Mohammad Bassiri (né en 1942 à Bni Ayat, dans la zawiya de Sidi Brahim, dans la province d'Azilal), disparu en juin 1970 après son arrestation et dont le décès n'a pas été prouvé, est un chef nationaliste sahraoui.

## Biographie

### Jeunesse et formation
Mohammad Bassiri reçoit les premiers principes de l’enseignement et de la mémorisation du Coran à l’école de la zawiya avant de rejoindre l’école primaire à Rabat, où il obtient le certificat d’études primaires. Il poursuit à Marrakech ses études secondaires à l’université Ibn Youssef. Après l’obtention du baccalauréat en 1963, il se rend en Égypte pour étudier la Charia et les sciences politiques, puis en Syrie dans une école de journalisme. Bassiri parlait couramment l'Arabe (Darija, Arabe littéraire, Hassanya), le Berbère (Tachehlit), l'Espagnol, et le Français.
Son père était l'un des cheikhs de l'ordre Shadhiliyyat al-Darqawiya et l'un des juristes de l'école de pensée Maliki. Il était issu du clan des « Muezzin », dont les origines remontent à «Sayyid Ahmad al-Regibit», ancêtre des tribus Reguibat dans toutes leurs branches, l'une des tribus célèbres pour son savoir, sa piété et sa résistance aux colonialistes étrangers.
De retour au Maroc en 1966, Sidi Mohamed Bassir participe à des forums scientifiques et à la vie politique. Il s’installe à Casablanca où il a créé les journaux Achoumoue et Al Assas dans lesquels sont publiés plusieurs articles sur la culture sahraouie, l’histoire du Sahara, et d’autres chroniques d’opinion sur les événements politiques de l’époque au niveau national et international.

### Lutte anticolonialiste
Les étudiants sahraouis au Maroc, inscrits dans les facultés de Rabat, de Marrakech ou de Casablanca, manifestaient contre l’Espagne et réclamaient la libération du Sahara et son retour à ses ayants droit. C’est le cas notamment de Sidi Mohamed Bassiri, fondateur dès 1967 de « Harakat at-tahrir Saqiat al-hamra wa wadi-addahab ».
Harakat Tahrir Saqia al-Hamra wa Wadi al-Dhahab (mouvement de libération du Seguia el-Hamra et Oued ed-Dahab), revendiqué par le Front Polisario, malgré les réponses de la famille d'Al-Bassiri qui affirme qu'il était marocain et qu'il luttait pour le Maroc.

### Disparition
Le 17 juin 1970, des manifestants conduits par Mohammed Bassiri amènent une pétition au gouverneur général du Sahara espagnol à El Ayoun. Alors que la manifestation se disperse, la police tente d’arrêter les meneurs ; les manifestants résistent, le gouvernement fait intervenir les Tercio Africanos qui tirent sur la foule, faisant 11 morts. Des centaines de personnes sont arrêtées dans les jours suivants dont Bassiri qui disparaît en prison, vraisemblablement assassiné ou torturé à mort.

## Documentaires
- Documentaire sur la vie de Bassiri et sa disparition, réalisé par Medi 1 TV, disponible sur YouTube.